# Idiocera (Idiocera) recens
Idiocera (Idiocera) recens is een tweevleugelige uit de familie steltmuggen (Limoniidae). De soort komt voor in het Oriëntaals gebied.